# Biserica Sfinții Împărați Constantin și Elena din Chișinău
Biserica Sfinții Împărați Constantin și Elena este un lăcaș de cult din Chișinău. A fost pe timpuri biserica satului Visterniceni (actualmente în sectorul Rîșcani), construită în cimitirul localității. Biserica și cimitirul sunt un monument arhitectural, istoric și de artă de importanță națională.

## Istorie
Biserica poartă hramul actual din 1834, după cererea lui Iorgu Râșcanu de a schimba hramul Învierea Domnului în cel actual de Sfinții Împărați Constantin și Elena, schimbare efectuată în memoria ctitorului și tatălui său, Constantin Râșcanu⁠(d), mare spătar și staroste de negustori din Iași, care în 1777 construise pe acest loc biserica anterioară.
Schimbarea hramului este un indice al rezidirii bisericii. Așa cum este biserica actuală, ea este compusă dintr-un naos circular, cu absida altarului semicirculară, amplă, și un pronaos pătrat, deasupra căruia a fost înălțată camera clopotelor cu deschideri în arc, acoperită piramidal, în patru muchii. Aspectul exterior al bisericii este obișnuit pentru mediul rural din secolele XVII-XVIII, individualitatea sa constând în modalitatea lărgirii naosului, care privită din exterior lasă doar impresia unei biserici de tip triconc. În interior este evidentă prezența unei rotonde acoperite cu o singură calotă sferică, modificări structurale intervenite sub influența stilului neoclasic.
Decorația plastică exterioară a clădirii sunt din arsenalul neoclasicismului, rezumându-se la prezența unei cornișe cu muluri la ancadramentele dreptunghiulare ale ferestrelor și ușilor. Intrarea în biserică are loc dinspre sud, printr-un pridvor de proveniență târzie. Acoperișul actual datează din anii '90, cu turlele încununate de cupole sub forma bulbului de ceapă, realizate sub influența arhitecturii ecleziastice ruse.

## Statut de protecție
Până în mai 2025, în Registrul monumentelor Republicii Moldova ocrotite de stat figura doar vechiul cimitir de lângă biserică. Prin Hotărârea nr. 101 din 22 mai 2025 privind modificarea Registrului monumentelor Republicii Moldova ocrotite de stat, aprobat prin Hotărârea Parlamentului nr. 1531/1993, intrată în vigoare la 28 mai 2025, în Registru a fost introdusă și biserica. Astfel, în prezent biserica și cimitirul constituie împreună un monument arhitectural, istoric și de artă de importanță națională inclus în Registrul monumentelor Republicii Moldova ocrotite de stat cu nr. 185 (municipiul Chișinău), cele două poziții fiind descrise după cum urmează:
- Biserica „Sfinții Împărați Constantin și Elena”
- Cimitir cu complex de monumente

Conform aceluiași document, biserica datează din anul 1777, iar cimitirul din sec. XVIII-XX.

## Galerie de imagini

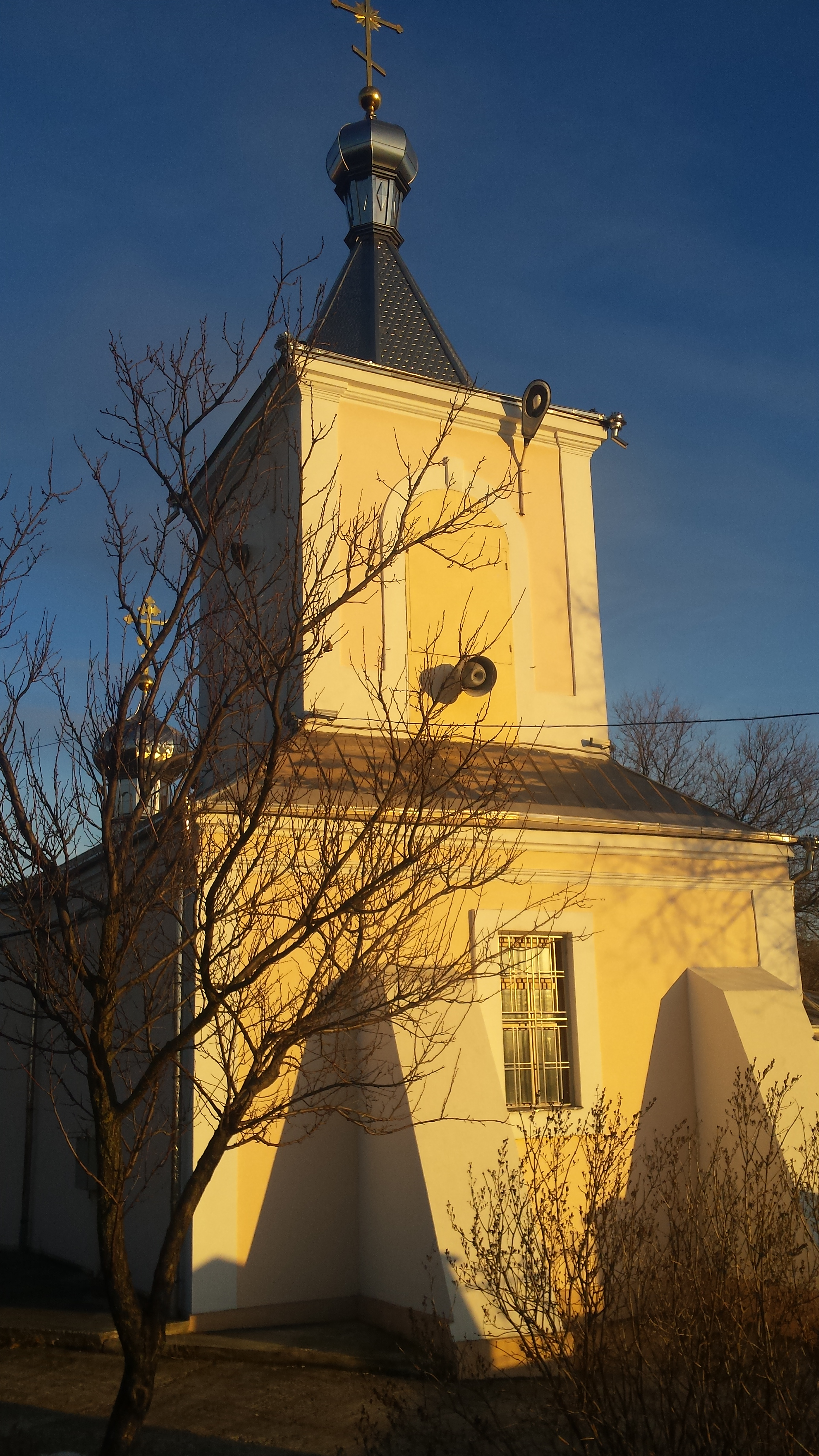
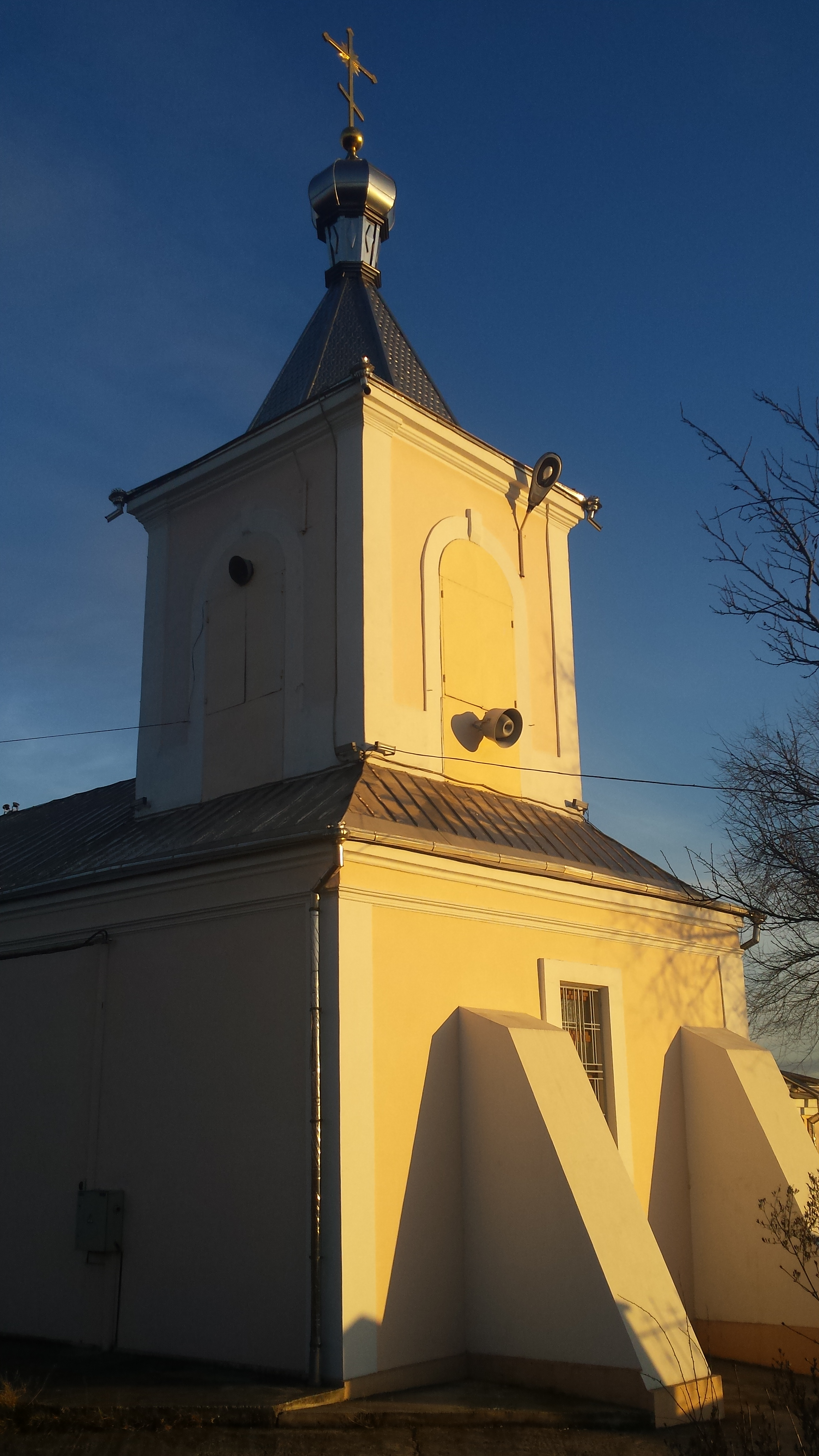
Privire din spatele bisericii.
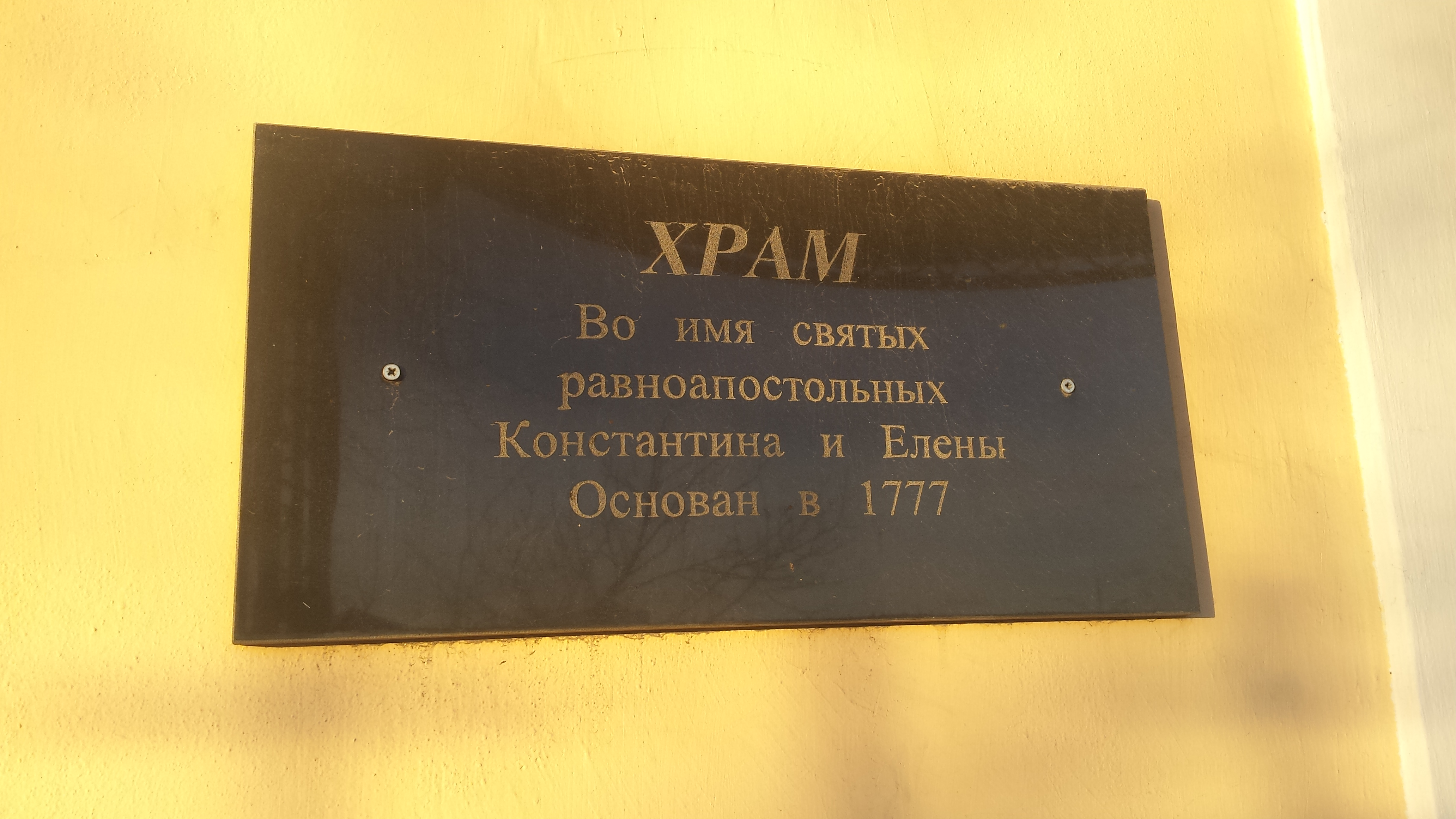
Placă la intrarea în lăcaș.
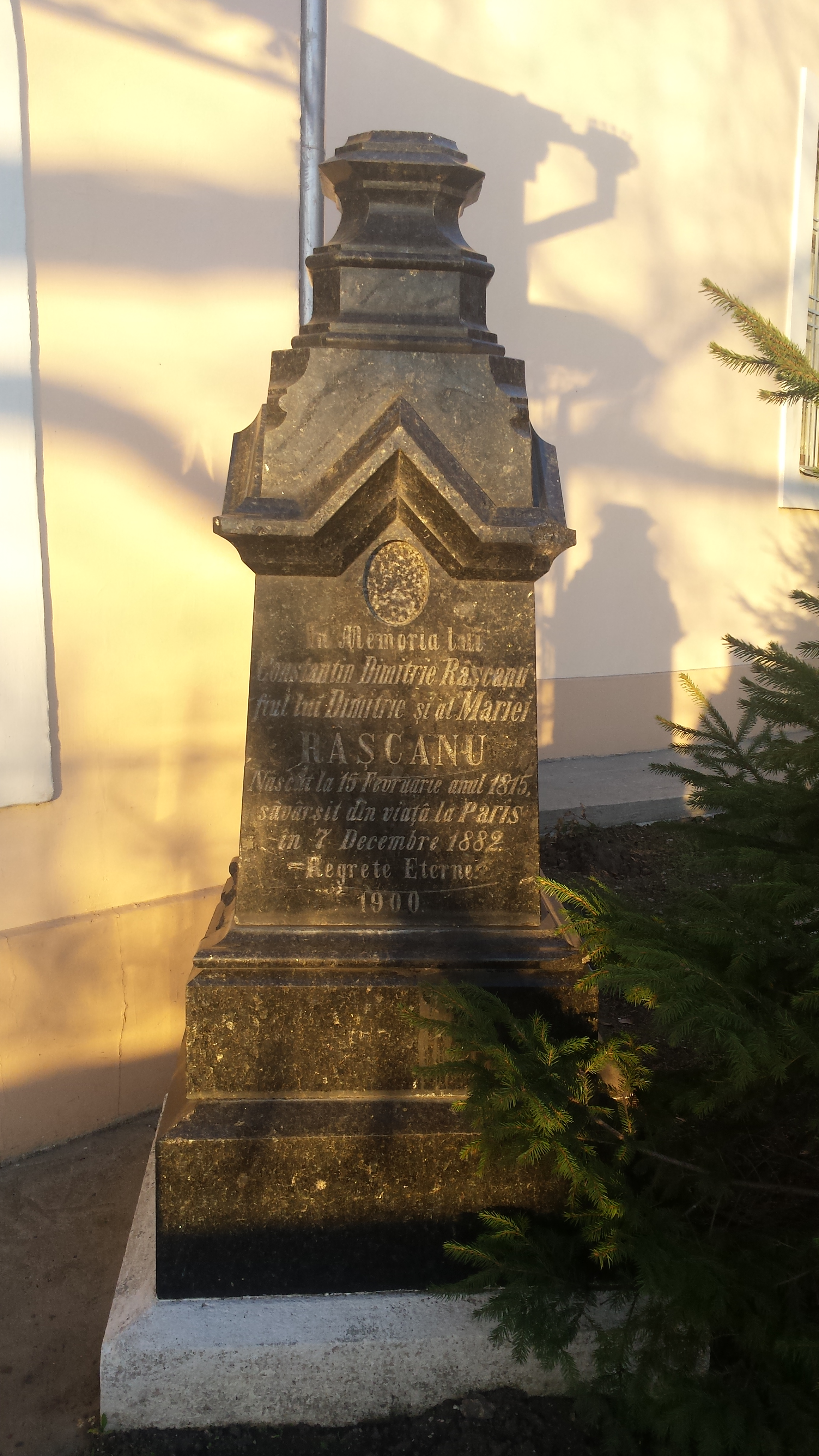
Monument în memoria lui Constantin Râșcanu, care în 1777 construise pe acest loc biserica anterioară.
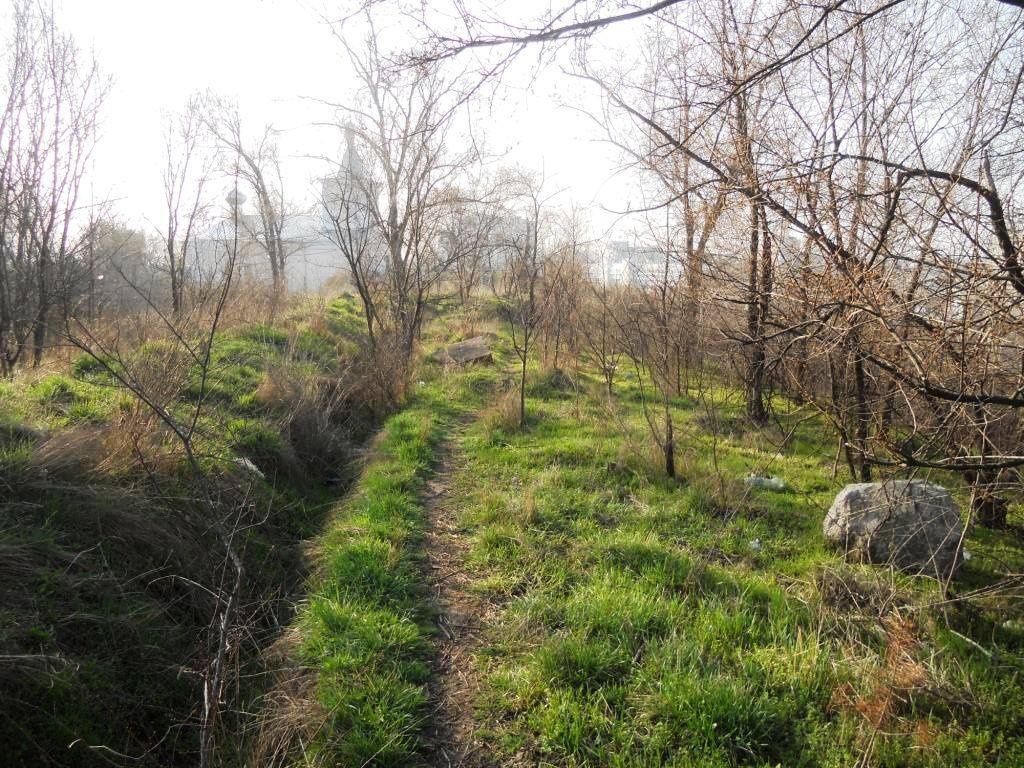
Rămășițele vechiului cimitir al satului Visterniceni, lângă biserică
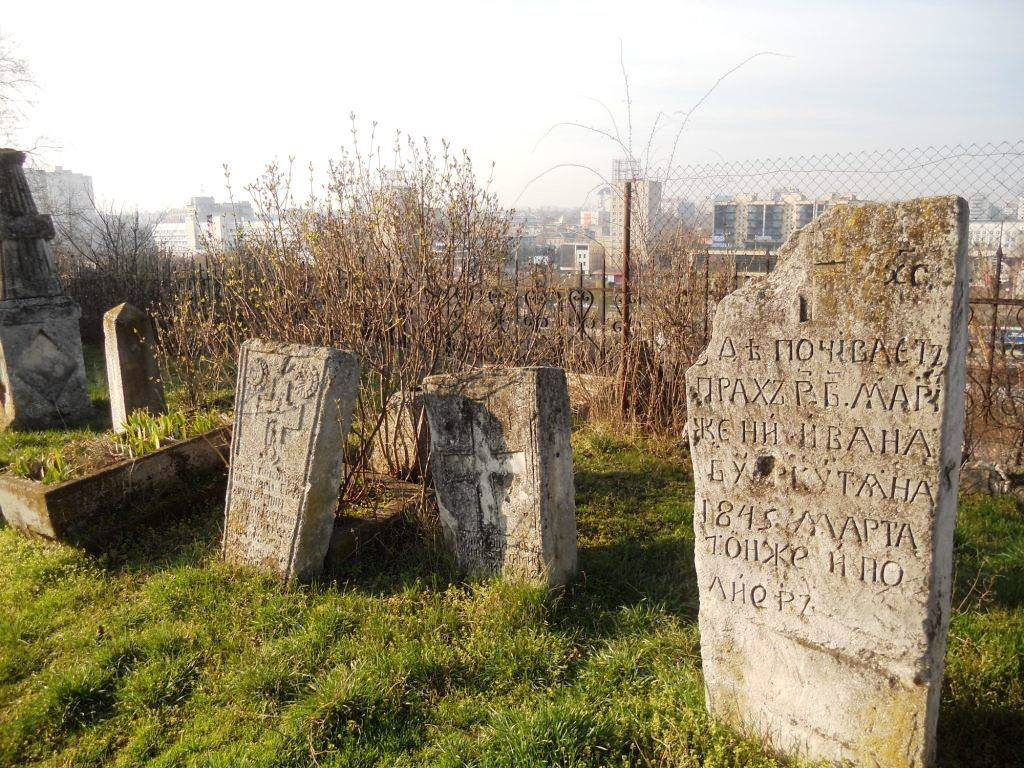
Monumente în cimitir